# Гордон Купер
Лирој Гордон "Гордо" Купер млађи (енгл. Leroy Gordon "Gordo" Cooper, Jr.), познатији као Гордон Купер (енгл. Gordon Cooper; Шани, 6. март 1927 — Вентура, 4. октобар 2004) био је један од оригиналних седам астронаута пројекта Меркјури и тест пилот у Америчком ратном ваздухопловству. Био је последњи Американац који је полетео у свемир сам, и други члан астронаутске групе који је летео у свемир два пута. Поред Купера, Меркјури Седам чинили су и Џон Глен, Волтер Шира, Алан Шепард (први Американац у свемиру), Доналд Слејтон, Скот Карпентер и Гас Грисом. Купер је био најмлађи међу њима.

## Биографија

### Рана младост, образовање и војна служба
Рођен 6. марта 1927. у Шанију, у Оклахоми, као син Лироја Гордона старијег (1902—1960) и Хети Ли Купер (рођене Херд; 1900—1991). Као 16-годишњак је стекао пилотску дозволу. Средњу школу је завршио у Марију, Кентаки, 1945. године, због очеве, иначе ветерана Првог светског рата, официрске прекоманде у овај град. Служио је најпре у Маринцима, да би 1947. године отишао на студије на Универзитет Хаваји, где се исте године и оженио. Две године касније ступио је у Ратно ваздухопловство САД и службовао у Западној Немачкој од 1950. до 1954. године. У међувремену је похађао европско одељење Универзитета Мериленд и дипломирао је као инжењер аерокосмичке технике на Технолошком институту АРВ 1956. године. По завршетку елитне ваздухопловне школе за пробне пилоте у ваздухопловној бази Едвардс, Калифорнија, био је тест пилот и учествовао у тестирању бројних авиона, пре него што је априла 1959. изабран у програм Меркјури, у чијој селекцији је био најмлађи астронаут.
Купер је у младости био члан Младих извиђача САД и имао је други по реду чин, Life Scout.
Забележио је преко 7.000 часова лета на разним типовима авиона, од тога више од 4.000 на млазњацима.

### Астронаут
Након селекције, са својим колегама је отпочео обуку и био распоређен за пилота лета Меркјури – Атлас 9. Полетео је у мају 1963. године, чиме је окончан програм Меркјури. Купер је постао последњи Американац који је у свемир полетео сам и први који је у свемиру провео дуже од једног дана. Пре тога је био замена Волију Шири на лету МА–8.
По окончању програма Меркјури, пребачен је у програм Џемини, и полетео је већ на почетку програма, у августу 1965. То је био трећи лет, а мисија је била Џемини 5. Колега на лету био је Пит Конрад. То је био најдужи амерички космички лет до тог тренутка. Купер као командант лета и Конрад као пилот су провели нешто више од седам дана у Земљиној орбити и показали да човек може да издржи у космосу онолико колико је потребно за лет од Земље до Месеца и назад. Био је резервни командант мисије Џемини 12.
Иако је требало да системом ротације у селекцији астронаута буде постављен за команданта Апола 13, будући да је био резервни командант на лету Аполо 10, то место је припало Џиму Лавелу и Купер је напустио НАСА јула 1970. године.

## Приватни сектор
По повлачењу из НАСА и Ратног ваздухопловства 1970 у чину пуковника, Купер је остатак каријере провео у приватном сектору, служећи као технички консултант и члан одбора неколико компанија. Од 1984. је био део Фондације Меркјури Седам, која се бавила прикупљањем новца за младе наде и студенте у сфери науке и инжењерства. Члан је неколико кућа славних и носилац бројних друштвених признања, цивилних и војних одликовања.

## Приватни живот и смрт
Купер се женио два пута и имао је четворо деце; ћерке Камалу Киоки (* 1948) и Џаниту Ли (1950—2007) из првог, односно ћерке Колин Тејлор (* 1979) и Елизабет Џо (* 1980) из другог брака. Преминуо је у Вентури, Калифорнија, од последица срчане инсуфицијенције 4. октобра 2004. године са 77 година живота. Кремиран је и пепео му је два пута послат у свемир, 2007. и 2012. године.

## Галерија
- Гордон Купер и Вернер фон Браун, 1961. године
- Гордон Купер као Меркјури астронаут, 1962. године
- Гордон Купер у Меркјури оделу, 1962. године
- Гордон Купер током тестова пред лет, 1963. године
- Гордон Купер са супругом на паради у његову част, 1963. године
- Гордон Купер након мисије Џемини 5, 1965. године
- Гордон Купер (десно) и Пит Конрад, након мисије Џемини 5, 1965. године
- Гордон Купер, 2004. године